# Giro Next Gen 2023
Il Giro Next Gen 2023, quarantaseiesima edizione della corsa, valido come evento dell'UCI Europe Tour 2023 categoria 2.2U, si svolse in otto tappe dall'11 al 18 giugno 2023, su un percorso di 1 055,4 km con partenza da Agliè e arrivo a Trieste in Italia. La vittoria fu appannaggio del norvegese Johannes Staune-Mittet, il quale completò il percorso in 25h24'13", precedendo l'irlandese Darren Rafferty e il tedesco Hannes Wilksch.

## Tappe
| Tappa  | Data      | Percorso                           | km      | Vincitore di tappa     | Leader cl. generale    |
| ------ | --------- | ---------------------------------- | ------- | ---------------------- | ---------------------- |
| 1ª     | 11 giugno | Agliè > Agliè (cron. individuale)  | 9,4     | Alec Segaert           | Alec Segaert           |
| 2ª     | 12 giugno | San Francesco al Campo > Cherasco  | 151     | Gil Gelders            | Alec Segaert           |
| 3ª     | 13 giugno | Priocca > Magenta                  | 141     | Luke Lamperti          | Alec Segaert           |
| 4ª     | 14 giugno | Morbegno > Passo dello Stelvio     | 119     | Johannes Staune-Mittet | Johannes Staune-Mittet |
| 5ª     | 15 giugno | Cesano Maderno > Manerba del Garda | 159     | Lukas Nerurkar         | Johannes Staune-Mittet |
| 6ª     | 16 giugno | Pergine Valsugana > Povegliano     | 165     | Alessandro Romele      | Johannes Staune-Mittet |
| 7ª     | 17 giugno | Possagno > Pian del Cansiglio      | 176     | Jan Christen           | Johannes Staune-Mittet |
| 8ª     | 18 giugno | Tavagnacco > Trieste               | 135     | Anders Foldager        | Johannes Staune-Mittet |
| Totale | Totale    | Totale                             | 1 055,4 |                        |                        |

## Squadre e corridori partecipanti
Hanno partecipato 175 ciclisti di 35 squadre.
| N.      | Cod. | Squadra                            |
| ------- | ---- | ---------------------------------- |
| 1-5     | ---  | AG2R Citroën U23 Team              |
| 11-15   | ARA  | ARA-Skip Capital                   |
| 21-25   | ---  | Sissio Team                        |
| 31-35   | AQD  | Astana Qazaqstan DT                |
| 41-45   | BTC  | Beltrami TSA Tre Colli             |
| 51-55   | BIE  | Biesse-Carrera                     |
| 61-65   | BWD  | Bingoal WB Devo Team               |
| 71-75   | ---  | Ciclistica Rostese                 |
| 81-85   | CRT  | Circus-ReUz-Technord               |
| 91-95   | CTF  | Cycling Team Friuli                |
| 101-105 | DDS  | Development Team DSM               |
| 111-115 | ---  | Eolo-Kometa U23                    |
| 121-125 | GEF  | General Store-Essegibi-F.lli Curia |
| 131-135 | GBF  | Green Project-BardianiCSF-Faizanè  |
| 141-145 | CGF  | Équipe Cont. Groupama-FDJ          |
| 151-155 | GSS  | GW Shimano-Sidermec                |
| 161-165 | HBA  | Hagens Berman Axeon                |
| 171-175 | ---  | Hopplà-Petroli Firenze-Don Camillo |

| N.      | Cod. | Squadra                              |
| ------- | ---- | ------------------------------------ |
| 181-185 | JVD  | Jumbo-Visma Development Team         |
| 191-195 | LTP  | Leopard Togt Pro Cycling             |
| 201-205 | LDD  | Lotto Dstny Development Team         |
| 211-215 | ---  | Mastromarco Sensi Nibali             |
| 221-225 | Q3C  | Q36.5 Continental Cycling Team       |
| 231-235 | SIS  | SIAS Rime                            |
| 241-245 | SQD  | Soudal Quick-Step Devo Team          |
| 251-255 | TCQ  | Team ColoQuick                       |
| 261-265 | CPK  | Team Colpack Ballan                  |
| 271-275 | ---  | Rappresentativa Interregionale       |
| 281-285 | TER  | Team Technipes inEmiliaRomagna       |
| 291-295 | TIR  | Tirol KTM Cycling Team               |
| 301-305 | TRI  | Trinity Racing                       |
| 311-315 | TUU  | Tudor Pro Cycling Team U23           |
| 321-325 | ---  | U.C. Trevigiani Energiapura Marchiol |
| 331-335 | IWD  | Work Service-Vitalcare-Dynatek       |
| 341-345 | ZEF  | Zalf Euromobil Fior                  |

## Dettagli delle tappe

### 1ª tappa
- 11 giugno: Agliè > Agliè - Cronometro individuale - 9,4 km

Risultati
| Pos. | Corridore       | Squadra   | Tempo  |
| ---- | --------------- | --------- | ------ |
| 1    | Alec Segaert    | Lotto DT  | 10'45" |
| 2    | Loe van Belle   | Jumbo DT  | a 12"  |
| 3    | Aivaras Mikutis | Tudor U23 | a 13"  |

| Pos. | Corridore       | Squadra   | Tempo  |
| ---- | --------------- | --------- | ------ |
| 1    | Alec Segaert    | Lotto DT  | 10'45" |
| 2    | Loe van Belle   | Jumbo DT  | a 12"  |
| 3    | Aivaras Mikutis | Tudor U23 | a 13"  |

### 2ª tappa
- 12 giugno: San Francesco al Campo > Cherasco - 151 km

Risultati
| Pos. | Corridore         | Squadra   | Tempo    |
| ---- | ----------------- | --------- | -------- |
| 1    | Gil Gelders       | Soudal DT | 3h37'58" |
| 2    | Francesco Busatto | Circus    | a 6"     |
| 3    | Davide De Pretto  | Zalf      | s.t.     |

| Pos. | Corridore         | Squadra   | Tempo    |
| ---- | ----------------- | --------- | -------- |
| 1    | Alec Segaert      | Lotto DT  | 3h48'49" |
| 2    | Loe van Belle     | Jumbo DT  | a 12"    |
| 3    | Jonathan Vervenne | Soudal DT | a 13"    |

### 3ª tappa
- 13 giugno: Priocca > Magenta - 141 km

Risultati
| Pos. | Corridore           | Squadra   | Tempo    |
| ---- | ------------------- | --------- | -------- |
| 1    | Luke Lamperti       | Trinity   | 3h03'30" |
| 2    | Alberto Bruttomesso | CT Friuli | s.t.     |
| 3    | Tim Torn Teutenberg | Leopard   | s.t.     |

| Pos. | Corridore         | Squadra   | Tempo    |
| ---- | ----------------- | --------- | -------- |
| 1    | Alec Segaert      | Lotto DT  | 6h52'19" |
| 2    | Loe van Belle     | Jumbo DT  | a 12"    |
| 3    | Jonathan Vervenne | Soudal DT | a 13"    |

### 4ª tappa
- 14 giugno: Morbegno > Passo dello Stelvio - 119 km

Risultati
| Pos. | Corridore         | Squadra  | Tempo    |
| ---- | ----------------- | -------- | -------- |
| 1    | J. Staune-Mittet  | Jumbo DT | 3h26'45" |
| 2    | Alexy Faure Prost | Circus   | s.t.     |
| 3    | Darren Rafferty   | Hagens   | a 11"    |

| Pos. | Corridore         | Squadra  | Tempo     |
| ---- | ----------------- | -------- | --------- |
| 1    | J. Staune-Mittet  | Jumbo DT | 10h19'15" |
| 2    | Darren Rafferty   | Hagens   | a 18"     |
| 3    | Alexy Faure Prost | Circus   | a 37"     |

### 5ª tappa
- 15 giugno: Cesano Maderno > Manerba del Garda - 159 km

Risultati
| Pos. | Corridore         | Squadra | Tempo    |
| ---- | ----------------- | ------- | -------- |
| 1    | Lukas Nerurkar    | Trinity | 3h35'03" |
| 2    | Trym Brennsæter   | EC FDJ  | a 3"     |
| 3    | Francesco Busatto | Circus  | a 11"    |

| Pos. | Corridore         | Squadra  | Tempo     |
| ---- | ----------------- | -------- | --------- |
| 1    | J. Staune-Mittet  | Jumbo DT | 13h54'33" |
| 2    | Darren Rafferty   | Hagens   | a 19"     |
| 3    | Alexy Faure Prost | Circus   | a 39"     |

### 6ª tappa
- 16 giugno: Pergine Valsugana > Povegliano - 165 km

Risultati
| Pos. | Corridore         | Squadra | Tempo    |
| ---- | ----------------- | ------- | -------- |
| 1    | Alessandro Romele | Colpack | 3h33'39" |
| 2    | Davide De Pretto  | Zalf    | s.t.     |
| 3    | Sergio Meris      | Colpack | s.t.     |

| Pos. | Corridore         | Squadra  | Tempo     |
| ---- | ----------------- | -------- | --------- |
| 1    | J. Staune-Mittet  | Jumbo DT | 17h31'01" |
| 2    | Darren Rafferty   | Hagens   | a 19"     |
| 3    | Alexy Faure Prost | Circus   | a 39"     |

### 7ª tappa
- 17 giugno: Possagno > Pian del Cansiglio - 176 km

Risultati
| Pos. | Corridore        | Squadra   | Tempo    |
| ---- | ---------------- | --------- | -------- |
| 1    | Jan Christen     | Hagens    | 4h58'28" |
| 2    | J. Staune-Mittet | Jumbo DT  | a 13"    |
| 3    | Gil Gelders      | Soudal DT | s.t.     |

| Pos. | Corridore        | Squadra   | Tempo     |
| ---- | ---------------- | --------- | --------- |
| 1    | J. Staune-Mittet | Jumbo DT  | 22h29'36" |
| 2    | Darren Rafferty  | Hagens    | a 47"     |
| 3    | Hannes Wilksch   | Tudor U23 | a 2'02"   |

### 8ª tappa
- 18 giugno: Tavagnacco > Trieste - 135 km

Risultati
| Pos. | Corridore       | Squadra   | Tempo    |
| ---- | --------------- | --------- | -------- |
| 1    | Anders Foldager | Biesse    | 2h54'27" |
| 2    | Luca Cretti     | Colpack   | s.t.     |
| 3    | Henrik Pedersen | ColoQuick | a 10"    |

| Pos. | Corridore        | Squadra   | Tempo     |
| ---- | ---------------- | --------- | --------- |
| 1    | J. Staune-Mittet | Jumbo DT  | 25h24'13" |
| 2    | Darren Rafferty  | Hagens    | a 47"     |
| 3    | Hannes Wilksch   | Tudor U23 | a 2'02"   |

## Evoluzione delle classifiche[4]
| Tappa              | Vincitore              | Classifica generale Maglia rosa | Classifica a punti Maglia ciclamino | Classifica scalatori Maglia azzurra | Classifica giovani Maglia bianca | Classifica combinata Maglia multicolor | Classifica italiani Maglia tricolore | Classifica a squadre         |
| ------------------ | ---------------------- | ------------------------------- | ----------------------------------- | ----------------------------------- | -------------------------------- | -------------------------------------- | ------------------------------------ | ---------------------------- |
| 1ª                 | Alec Segaert           | Alec Segaert                    | Alec Segaert                        | non assegnata                       | Vlad Van Mechelen                | Alec Segaert                           | Francesco Busatto                    | Jumbo-Visma Development Team |
| 2ª                 | Gil Gelders            | Alec Segaert                    | Gil Gelders                         | Edoardo Zamperini                   | Vlad Van Mechelen                | Alec Segaert                           | Francesco Busatto                    | Soudal Quick-Step Devo Team  |
| 3ª                 | Luke Lamperti          | Alec Segaert                    | Luke Lamperti                       | Edoardo Zamperini                   | Vlad Van Mechelen                | Alec Segaert                           | Francesco Busatto                    | Soudal Quick-Step Devo Team  |
| 4ª                 | Johannes Staune-Mittet | Johannes Staune-Mittet          | Luke Lamperti                       | Johannes Staune-Mittet              | Alexy Faure Prost                | Darren Rafferty                        | Alessio Martinelli                   | Jumbo-Visma Development Team |
| 5ª                 | Lukas Nerurkar         | Johannes Staune-Mittet          | Luke Lamperti                       | Johannes Staune-Mittet              | Alexy Faure Prost                | Darren Rafferty                        | Alessio Martinelli                   | Jumbo-Visma Development Team |
| 6ª                 | Alessandro Romele      | Johannes Staune-Mittet          | Davide De Pretto                    | Johannes Staune-Mittet              | Alexy Faure Prost                | Darren Rafferty                        | Alessio Martinelli                   | Jumbo-Visma Development Team |
| 7ª                 | Jan Christen           | Johannes Staune-Mittet          | Davide De Pretto                    | Johannes Staune-Mittet              | Alexy Faure Prost                | Johannes Staune-Mittet                 | Alessio Martinelli                   | Jumbo-Visma Development Team |
| 8ª                 | Anders Foldager        | Johannes Staune-Mittet          | Davide De Pretto                    | Johannes Staune-Mittet              | Alexy Faure Prost                | Johannes Staune-Mittet                 | Alessio Martinelli                   | Jumbo-Visma Development Team |
| Classifiche finali | Classifiche finali     | Johannes Staune-Mittet          | Davide De Pretto                    | Johannes Staune-Mittet              | Alexy Faure Prost                | Johannes Staune-Mittet                 | Alessio Martinelli                   | Jumbo-Visma Development Team |

Maglie indossate da altri ciclisti in caso di due o più maglie vinte
- Nella 2ª tappa Loe van Belle ha indossato la maglia ciclamino al posto di Alec Segaert e Aivaras Mikutis ha indossato quella multicolor al posto di Alec Segaert.
- Nella 3ª e 4ª tappa Loe van Belle ha indossato la maglia multicolor al posto di Alec Segaert.
- Dalla 5ª alla 7ª tappa Edoardo Zamperini ha indossato la maglia azzurra al posto di Johannes Staune-Mittet.
- Nell'8ª tappa Luca Cretti ha indossato la maglia azzurra al posto di Johannes Staune-Mittet e Darren Rafferty ha indossato quella multicolor al posto di Johannes Staune-Mittet.

## Classifiche finali

### Classifica generale - Maglia rosa
| Pos. | Corridore             | Squadra     | Tempo     |
| ---- | --------------------- | ----------- | --------- |
| 1    | J. Staune-Mittet      | Jumbo DT    | 25h24'13" |
| 2    | Darren Rafferty       | Hagens      | a 47"     |
| 3    | Hannes Wilksch        | Tudor U23   | a 2'02"   |
| 4    | Germán Dario Gómez    | Shimano     | a 2'13"   |
| 5    | Alexy Faure Prost     | Circus      | a 2'39"   |
| 6    | Alessio Martinelli    | Gr. Project | a 3'00"   |
| 7    | Jan Christen          | Hagens      | a 3'09"   |
| 8    | William Junior Lecerf | Soudal DT   | a 3'28"   |
| 9    | Tijmen Graat          | Jumbo DT    | a 3'40"   |
| 10   | Santiago Umba         | Shimano     | a 3'47"   |

### Classifica a punti - Maglia ciclamino
| Pos. | Corridore         | Squadra | Punti |
| ---- | ----------------- | ------- | ----- |
| 1    | Davide De Pretto  | Zalf    | 80    |
| 2    | Luca Cretti       | Colpack | 75    |
| 3    | Alessandro Romele | Colpack | 74    |
| 4    | Luke Lamperti     | Trinity | 58    |
| 5    | Anders Foldager   | Biesse  | 55    |

### Classifica scalatori - Maglia azzurra
| Pos. | Corridore         | Squadra  | Punti |
| ---- | ----------------- | -------- | ----- |
| 1    | J. Staune-Mittet  | Jumbo DT | 50    |
| 2    | Luca Cretti       | Colpack  | 42    |
| 3    | Darren Rafferty   | Hagens   | 34    |
| 4    | Jan Christen      | Hagens   | 28    |
| 5    | Alexy Faure Prost | Circus   | 27    |

### Classifica giovani - Maglia bianca
| Pos. | Corridore         | Squadra     | Tempo     |
| ---- | ----------------- | ----------- | --------- |
| 1    | Alexy Faure Prost | Circus      | 25h26'52" |
| 2    | Jan Christen      | Hagens      | a 30"     |
| 3    | Matteo Scalco     | Gr. Project | a 8'41"   |
| 4    | Roman Ermakov     | CT Friuli   | a 10'15"  |
| 5    | Tobias Svarre     | ColoQuick   | a 16'27"  |

### Classifica combinata - Maglia multicolore
| Pos. | Corridore              | Squadra   | Punti |
| ---- | ---------------------- | --------- | ----- |
| 1    | Johannes Staune-Mittet | Jumbo DT  | 445   |
| 2    | Darren Rafferty        | Hagens    | 403   |
| 3    | Alexy Faure Prost      | Circus    | 235   |
| 4    | Gil Gelders            | Soudal DT | 218   |
| 5    | Alec Segaert           | Lotto DT  | 183   |

### Classifica italiani - Maglia tricolore
| Pos. | Corridore          | Squadra     | Tempo     |
| ---- | ------------------ | ----------- | --------- |
| 1    | Alessio Martinelli | Gr. Project | 25h27'13" |
| 2    | Sergio Meris       | Colpack     | a 7'39"   |
| 3    | Matteo Scalco      | Gr. Project | a 8'20"   |
| 4    | Francesco Busatto  | Circus      | a 12'05"  |
| 5    | Lorenzo Galimberti | Biesse      | a 13'28"  |

### Classifica a squadre
| Pos. | Squadra                     | Tempo     |
| ---- | --------------------------- | --------- |
| 1    | Jumbo-Visma DT              | 76h36'37" |
| 2    | Circus-ReUz-Technord        | a 15'00"  |
| 3    | GW Shimano-Sidermec         | a 16'29"  |
| 4    | Tudor Pro Cycling Team U23  | a 20'19"  |
| 5    | Soudal Quick-Step Devo Team | a 21'43"  |